# Cancer !
Pour les articles homonymes, voir Cancer (homonymie).
Cancer ! est une revue littéraire française fondée par Johann Cariou et Bruno Deniel-Laurent en 2000 et auto-dissoute en 2004.

## Les débuts de la revue
Les deux premiers numéros de Cancer !, dont le titre fait référence au premier roman de Mehdi Belhaj Kacem, se présentaient sous forme de feuilles volantes photocopiées regroupées dans une chemise unicolore. Ces exemplaires, se réclamant de l'esprit fanzine, ne furent distribués que dans quelques rares librairies à Angers et Paris. La plupart des textes étaient de Johann Cariou ou de Bruno Deniel-Laurent, signant de leur nom ou usant de pseudonymes. Dès ces premiers numéros, la revue se réclame d'influences diverses, parmi lesquelles on trouve, pêle-mêle, la revue Le Grand Jeu (de Roger Gilbert-Lecomte et René Daumal), Jean-Jacques Schuhl, les écrivains catholiques pamphlétaires (Georges Bernanos, Léon Bloy) ou l'écrivain « gaulliste-révolutionnaire » Dominique de Roux. La scène punk, le cinéma de Fassbinder, Pasolini, Maurice Pialat ou Bruno Dumont, la musique cold wave, les arts performatifs (Costes, Flanagan) appartiennent aussi à la sphère esthétique des « cancéristes ».

## La vie de la revue
À partir de 2001, la presse donne un écho certain aux travaux de Cancer ! et lui assure une belle notoriété. Des articles ou des chroniques sont publiés dans Libération, Sud Ouest, Nova Magazine, tandis qu'un reportage diffusé dans l'émission de Thierry Ardisson, Rive droite / Rive gauche, présente la revue et ses responsables. Aude Lancelin, dans Le Nouvel Observateur, la classe parmi les sept principales revues littéraires.
La revue cesse de paraître en 2004, après avoir publié neuf numéros, trois hors-séries et deux ouvrages collectifs. Le dernier numéro (été 2004) s'ouvrait sur un grand dossier consacré à Maurice G. Dantec ("Faut-il brûler Dantec ?"), avec des textes de Laurent Joffrin, Alain de Benoist, Daniel Lindenberg, Jean-Louis Costes, Stéphane Zagdanski, Philippe Muray, Frédéric Beigbeder, Dominique Noguez, Michel Crépu, Gérard Delteil ou Richard Pinhas.
Plusieurs auteurs de Cancer! participeront à TsimTsoûm, conçue comme une « mutation » de la revue auto-dissoute.

## Polémiques
N'imposant aucune ligne idéologique, privilégiant les textes pamphlétaires, Cancer ! a choisi d'ouvrir ses colonnes à plusieurs auteurs controversés comme Jean-Louis Costes, Alain Soral, Fernando Arrabal, Pierre Jourde ou encore Philippe Muray. On y trouva aussi bien un texte de défense de Tsahal qu'un éloge de Zacarias Moussaoui, ou les interventions opposées de Maurice G. Dantec et Marc-Édouard Nabe sur la guerre en Irak. La publication de ces textes vaudront à la revue d'être régulièrement critiquée : Philippe Nassif dénoncera dans le magazine Technikart les « céliniens-situationnistes » présents, selon lui, dans les revues Cancer !, Immédiatement et Chronic'art. Daniel Lindenberg, auteur de Le Rappel à l'ordre : Enquête sur les nouveaux réactionnaires, épinglera Cancer ! dans son essai, avant d'y écrire lui-même.

## Autour de la revue
Au-delà de son aspect polémique, la revue Cancer ! a permis à de jeunes auteurs de s'imposer auprès de grands éditeurs. Raphaël Sorin, alors directeur éditorial des éditions Fayard, a d'ailleurs publié un ouvrage collectif aux Éditions Mille et une nuits, Gueules d'Amour. Dans ce livre, quatorze « cancéristes » publient un texte d'hommage à une personnalité. On trouve dans ce livre des textes sur Romy Schneider, Fernandel, Ian Curtis, Jean Genet, Simone Weil ou Richard Virenque.
Soucieux de porter la littérature dans les rues, les « cancéristes » ont organisé plusieurs événements littéraires singuliers, dont, sur l'initiative de Frédéric Saenen, une lecture publique et intégrale de Voyage au bout de la nuit de Louis-Ferdinand Céline, le 7 décembre 2002, place de la Sorbonne, « 70 ans jour pour jour après la non-attribution du prix Goncourt » au livre. Les « cancéristes » avaient aussi pris l'habitude d'investir un café parisien, le Pouilly, pour des soirées « littéraires et schouillesques ».

## Liste complète des auteurs et illustrateurs publiés
| - Philippe Alméras - Fernando Arrabal - Juan Asensio - Matthieu Baumier - Frédéric Beigbeder - Anne-Sophie Benoit - Arnaud Bordes - Mehdi Belhaj Kacem - Alexis Blass - Claire Braud - Sophie Brissaud - Albert Caraco - Johann Cariou - Patrick Chauvel - Christian Combaz - Jean-Louis Costes - Sylvain Courtoux - Michel Crépu | - Maurice G. Dantec - Alain de Benoist - Gérard Delteil - Jean-Emmanuel Deluxe - Bruno Deniel-Laurent - Claire Fercak - Jean-Marc Flapp - Anne Garréta - Pierre Glaudes - Michel Gramain - Olivier Jacquemond - Laurent James - Laurent Joffrin - Pierre Jokerkriss - Pierre Jourde - Matthieu Jung - Antony Heulin | - Yann Kerninon - Arnaud Le Guern - Christian Laborde - Michelle Lévy - Léon Lili - Daniel Lindenberg - Bernard Malblanc - David Mathieu - Gabriel Matzneff - Luis de Miranda - Jean-Pierre Mocky - Philippe Muray - Marc-Édouard Nabe - Dominique Noguez - Ovidie - Isidora Pezard - Richard Pinhas | - Erik Rémès - Dominique de Roux - Frédéric Saenen - Lisa de Saint-Thibault - Alain Santacreu - Eric Sardar - Laurent Schang - Alain Soral - Rémi Soulié - Fabrice Trochet - Sarah Vajda - Tristan-Edern Vaquette - Rodolphe Viémont - Frédéric Vignale - Stéphane Zagdanski - David Zar-Ayan |